# Paradiarsia
Paradiarsia là một chi bướm đêm thuộc họ Noctuidae.

## Loài
- Paradiarsia coturnicola Graeser, 1892
- Paradiarsia littoralis (Packard, 1867)
- Paradiarsia punicea (Hübner, [1803])